# Phenacoccus yerushalmi
Phenacoccus yerushalmi är en insektsart som beskrevs av Ben-dov 1985. Phenacoccus yerushalmi ingår i släktet Phenacoccus och familjen ullsköldlöss. Inga underarter finns listade i Catalogue of Life.